# TVA Cup 1995
Il TVA Cup 1995 è stato un torneo di tennis giocato sul sintetico indoor. È stata la 1ª edizione del torneo, che fa parte della categoria Tier IV nell'ambito del WTA Tour 1995. Si è giocato all'Aichi Prefectural Gymnasium di Nagoya in Giappone, dal 12 al 17 settembre 1995.

## Campionesse

### Singolare
Linda Wild ha battuto in finale  Sandra Kleinová con il punteggio di 6–4, 6–2

### Doppio
Kerry-Anne Guse /  Kristine Radford hanno battuto in finale  Rika Hiraki /  Sung-Hee Park con il punteggio di 6–4, 6–4